# Saison 4 de Portlandia
Chronologie
Saison 3 Saison 5
La quatrième saison de Portlandia a été diffusée pour la première fois aux États-Unis sur IFC entre le 27 février et le 1er mai 2014.

## Épisodes
| No. | #  | Titre                                        | Réalisation     | Scénario                                                                          | Date de diffusion | Audience |
| --- | -- | -------------------------------------------- | --------------- | --------------------------------------------------------------------------------- | ----------------- | -------- |
| 28  | 1  | titre français inconnu Sharing Finances      | Jonathan Krisel | Fred Armisen, Carrie Brownstein, Jonathan Krisel, Karey Dornetto et Graham Wagner | 27 février 2014   | 0,314    |
|     |    |                                              |                 |                                                                                   |                   |          |
| 29  | 2  | titre français inconnu Ecoterrorists         | Jonathan Krisel | Fred Armisen, Carrie Brownstein, Jonathan Krisel, Karey Dornetto et Graham Wagner | 6 mars 2014       | 0,152    |
|     |    |                                              |                 |                                                                                   |                   |          |
| 30  | 3  | titre français inconnu Celery                | Jonathan Krisel | Fred Armisen, Carrie Brownstein, Jonathan Krisel, Karey Dornetto et Graham Wagner | 13 mars 2014      | 0,189    |
|     |    |                                              |                 |                                                                                   |                   |          |
| 31  | 4  | titre français inconnu Pull-Out King         | Jonathan Krisel | Fred Armisen, Carrie Brownstein, Jonathan Krisel, Karey Dornetto et Graham Wagner | 20 mars 2014      | 0,135    |
|     |    |                                              |                 |                                                                                   |                   |          |
| 32  | 5  | titre français inconnu Spyke Drives          | Jonathan Krisel | Fred Armisen, Carrie Brownstein, Jonathan Krisel, Karey Dornetto et Graham Wagner | 27 mars 2014      | 0,158    |
|     |    |                                              |                 |                                                                                   |                   |          |
| 33  | 6  | titre français inconnu Bahama Knights        | Jonathan Krisel | Fred Armisen, Carrie Brownstein, Jonathan Krisel, Karey Dornetto et Graham Wagner | 3 avril 2014      | 0,216    |
|     |    |                                              |                 |                                                                                   |                   |          |
| 34  | 7  | titre français inconnu Trail Blazers         | Jonathan Krisel | Fred Armisen, Carrie Brownstein, Jonathan Krisel, Karey Dornetto et Graham Wagner | 10 avril 2014     | 0,231    |
|     |    |                                              |                 |                                                                                   |                   |          |
| 35  | 8  | titre français inconnu Late in Life Drug Use | Jonathan Krisel | Fred Armisen, Carrie Brownstein, Jonathan Krisel, Karey Dornetto et Graham Wagner | 17 avril 2014     | 0,105    |
|     |    |                                              |                 |                                                                                   |                   |          |
| 36  | 9  | titre français inconnu 3D Printer            | Jonathan Krisel | Fred Armisen, Carrie Brownstein, Jonathan Krisel, Karey Dornetto et Graham Wagner | 24 avril 2014     | 0,206    |
|     |    |                                              |                 |                                                                                   |                   |          |
| 37  | 10 | titre français inconnu Getting Away          | Jonathan Krisel | Fred Armisen, Carrie Brownstein, Jonathan Krisel, Karey Dornetto et Graham Wagner | 1er mai 2014      | 0,156    |
|     |    |                                              |                 |                                                                                   |                   |          |